# Ahror Umarjonov
Ahror Umarjonov (sinh ngày 26 tháng 9 năm 1993 ở Uzbekistan) là một cầu thủ bóng đá người Uzbekistan thi đấu cho câu lạc bộ tại Giải bóng đá ngoại hạng Bangladesh Saif Sporting Club ở vị trí tiền vệ.